# Хайнрих Валпот фон Басенхайм
Хайнрих Валпот фон Басенхайм (на немски: Heinrich Walpot von Bassenheim) e първият Велик магистър на Тевтонския орден (1198 – 1207), след като успява да систематизира устав на ордена на базата на монашеския кодекс на тамплиерите, който получава от Жилбер Орал.